# Unione Rugby Capitolina
L’Unione Rugby Capitolina A.S.D. è un club italiano di rugby a 15, con sede a Roma che milita attualmente nel campionato italiano di Serie A.

## Storia
L’Unione Rugby Capitolina nasce nell’estate del 1996 per opera di un gruppo di Fondatori composto di giocatori, allenatori ed anche genitori che non avevano mai praticato il rugby. Inizialmente con sede agli impianti dell'Acqua Acetosa e con Claudio Tinari come primo Presidente, si dà come primo intento quello di crescere giovani atleti. 
Costituita la società, ed avviato il reclutamento dei bambini, la Capitolina comincia la sua attività nel settembre del 1996 con un gruppetto di 40 piccoli atleti dai sei ai tredici anni. 
Gli allenamenti si svolgevano nell’area di meta di uno dei campi dell’Acqua Acetosa, gentilmente concesso dal Presidente della Lazio Rugby.
Da subito il primo ambizioso obiettivo: costruire una propria casa per poter soddisfare tanto le esigenze sportive quanto quelle sociali. Dopo due anni di ricerca arriva la scoperta dell’attuale sito di via Flaminia che piano piano viene bonificato da un insieme di edifici abbandonati e semi distrutti nonché di campi da tennis ormai coperti da vegetazione selvaggia.
Terminati questi lavori, l’attività sportiva si sposta sul campo in via Flaminia all’inizio del 1998 con un’insolita inaugurazione.
Sulla giovane e fitta erba del campo appena realizzato e senza spogliatoi di supporto, la Nazionale Italiana di Coste e Mascioletti si allena in preparazione di una di quelle che sarà una delle vittorie che apriranno le porte del Cinque Nazioni, quella in Irlanda.
Sul nuovo campo vengono portati due container dotati di docce che saranno gli spogliatoi per qualche anno. I numeri dei tesserati aumentano, e con essi anche quelli dei sostenitori che in qualità di Soci contribuiscono all’attività. Nel settembre del 1998 prende vita anche la prima squadra seniores che il Club iscrive al campionato di serie C2.
Nella stagione 2000-01 la cavalcata della Capitolina si ferma: dopo un inizio di stagione (concluderà il girone di andata nelle prime posizioni), un terribile calo di prestazioni si concluderà con la retrocessione in C1.
Il 2002, sotto la guida di Carlo Pratichetti, vede la squadra tornare rapidamente in Serie B, dopo una stagione che l'ha vista lottare a denti stretti, riuscendo ad avere la matematica certezza di essere promossa con qualche giornata in anticipo.
Sempre con Pratichetti allenatore, nel 2003, arrivando secondi dietro all'Amatori Catania i ragazzi capitolini hanno potuto festeggiare la promozione automatica alla Serie A.
Con la stagione 2003-2004 in serie A inizia l'era di Massimo Mascioletti (che si concluderà nel 2008), allenatore che portò nel 1994 L'Aquila Rugby allo scudetto: la Capitolina sarà la rivelazione del torneo, classificandosi terza nel proprio girone (davanti arrivarono Catania e Alghero).
Travagliata è stata la stagione successiva, che si concluse con la sconfitta nella finale promozione di Piacenza con il Venezia.
Nella stagione 2005-2006 la Capitolina, dopo aver vinto tutte le partite di serie A col bonus totalizzando la somma di 110 punti, un record, ottiene la promozione nel Super 10 sconfiggendo nella finale giocata allo stadio Flaminio il 21 maggio la rivale cittadina della Rugby Roma Olimpic Club per 20 a 9.
Nel campionato 2006-2007 la Capitolina, neopromossa nel Super 10, riesce a non retrocedere e rimane nel massimo campionato, pronta a battersi nuovamente contro le più grandi squadre d'Italia. Nello stesso anno nasce la seconda squadra che, partendo dalla serie C, conquista sul campo di Avezzano la promozione in serie B contro l'Amatori Napoli.
Alla fine della stagione 2007-08 Mascioletti lascia la squadra, al termine del previsto accordo quinquennale, per tornare a L'Aquila. Il suo posto per la stagione successiva andó all'argentino "Pancho" Rubio, tra i fondatori del club nel 1996.
Dopo la stagione 2008-09 la Capitolina decise di lasciare il massimo campionato italiano per poter formare insieme a Rugby Roma e Lazio la franchigia dei Praetoriani, il cui obiettivo era quello di iscriversi alla prestigiosa Celtic League. Il posto vacante nel Super 10 fu ceduto a L'Aquila Rugby. Ma nel 2010 il sogno di gloria romano della Celtic League fallì, la società e gran parte dei soci, di fatto, riprende dal 2004 e archivia il periodo 2005-2009 come un'importante esperienza, ma risultata poco proficua per lo sviluppo del Club.
Perciò dalla stagione 2009-10 si riparte dal campionato nazionale di serie B con un manipolo di giovani e vecchi urchini, tutti non professionisti. Il controprogetto è diventato "Prima Squadra". I ragazzi in due anni conquistano la doppia promozione, prima in A2 e poi in A1, partecipando nel 2012 ai playoff per l'Eccellenza, sconfitti però dai professionisti delle Fiamme Oro.
Nell'annata 2012-13 il club blu-amaranto ha presentato due squadre seniores: il 1XV che disputa il campionato di serie A1 e, per la prima volta nella storia del club, l'Under 23 che allenata da Damiano Lo Greco ha raggiunto le semifinali nazionali uscendo sconfitta in gara unica dal Petrarca Padova.
Il 2 giugno 2013 la prima squadra, battendo il fortissimo Pro Recco Rugby sul neutro di Calvisano, vince il campionato di Serie A, venendo promossa in Eccellenza.
Dalla stagione 2013-2014, la Capitolina presenterà al via, oltre alla prima squadra in Eccellenza, il 2°XV che prende il posto della Under 23 avendo la Fir, vista la scarsa partecipazione, cancellato il campionato di categoria, e parteciperà alla Serie C. La squadra cadetta, grazie al vivaio del CLUB, avrà assicurata l'obbligatorietà delle giovanili (under 16 e Under 14) quindi i ragazzi avranno la possibilità di conquistare la promozione sul campo. Lo staff sarà composto da quattro allenatori (Damiano Lo greco responsabile staff Luca Grandinetti PFA e Matteo Livadiotti assistente junior) e da un fisioterapista.
L'esperienza della prima squadra in Eccellenza si rivela negativa e conclude all'ultimo posto. In Serie A l'andamento è altalenante e alla fine della stagione 2016-17 arriva la retrocessione in Serie B. La risalita è immediata e con più di cento punti si decreta il ritorno in Serie A.
La prima stagione in Serie A la Capitolina viene inserita nel girone 3 e finendo la regular season al primo posto si qualifica ai play-off promozione.

## Cronistoria
| Cronistoria dell'Unione Rugby Capitolina |
| --- |
| - 1996 · Nascita dell’Unione Rugby Capitolina - 1996-97 · Serie C2 - 1997-98 · Serie C2 - 1998-99 · Serie C2 Promozione in serie C1 - 1999-2000 · Serie C1 Promozione in Serie B - 2000-01 · Serie B Retrocessione in serie C1 - 2001-02 · Serie C1 Promozione in serie B - 2002-03 · Serie B Promozione in serie A/2 - 2003-04 · Serie A2 - 2004-05 · 2ª serie A1 Sconfitta finali promozione - 2005-06 · 1ª serie A1 Promozione in super 10 - 2006-07 · 7ª Super 10 - 2007-08 · 7ª Super 10 - 2008-09 · 9ª Super 10 Ritiro dal Super 10 e riassegnazione alla serie B - 2009-10 · 4º girone C serie B - 2010-11 · 2º girone C serie B Sconfitta finale promozione Ripescaggio in serie A2 - 2011-12 · 1ª serie A2 Promozione in serie A1 - 2012-13 · 1ª serie A1 Promozione in Eccellenza - 2013-14 · 11ª Eccellenza Retrocessione in serie A - 2014-15 · 5º girone 4 serie A 1ª pool retrocessione 1 - 2015-16 · 1º girone 4 serie A 3ª pool promozione 1 Sconfitta semifinali play-off - 2016-17 · 4º girone 4 serie A 5ª pool retrocessione 1 Retrocessione in serie B - 2017-18 · 1º girone D serie B Promozione in serie A - 2018-19 · 1º girone 3 serie A Sconfitta semifinali play-off |

## Allenatori e presidenti
- 1998-1999  Luca Santaroni
- 1999-2001  Marco Iscaro
- 2001-2003  Carlo Pratichetti
- 2003-2008  Massimo Mascioletti
- 2008-2009  Francisco Rubio
- 2009-2010  Massimiliano Corvi
- 2010-2014  Andrea Cococcetta
- 2014-2017  Marco Orsini
- 2017-  Andrea Cococcetta

- 1996-2003  Claudio Tinari
- 2003-2009  Guglielmo Colussi
- 2009-  Giorgio Vaccaro

## Settore giovanile
Nel palmarès della Società figurano due titoli italiani nella categoria U.19 nella stagione sportiva 2002-03, conquistato in una finale storica giocata allo Stadio Flaminio con i rivali di sempre della Lazio-Primavera Rugby, e nella stagione 2007-08 con un finale al cardiopalma con la Benetton Treviso decisa ai calci dopo il pareggio dei supplementari ed un titolo italiano nella categoria U.17 nella stagione sportiva 2006-2007 in un'intensa finale con il sempre agguerrito Petrarca Padova. Nel 2011 il club conquista il suo quarto titolo italiano, questa volta nella categoria U. 16, a spese del rugby Rovigo.

## Giocatori di rilievo
- Matteo Pratichetti
- Andrea Pratichetti
- Riccardo Bocchino
- Giulio Toniolatti
- Giovanbattista Venditti
- Danilo Fischetti
- Edoardo Iachizzi

## Palmarès
- Campionati di serie A: 2
2005-06, 2012-13